# Кар'єр «Мирний»
Кар'єр «Мирний» – гірничодобувне підприємство у Актюбінській області Казахстану, що здійснює розробку хромітового родовища зі складу Донського рудного поля Південно-Кемпірсайського рудного масиву.
Кар’єр ввели в роботу у 1985 році для розробки родовища №21. Він працював до 1997-го та дозволив вилучити 5,3 млн тон хромітової руди.
Розташовані глибше пласти родовища призначили для розробки через гірничі виробітки надпотужної шахти «10-річчя Незалежності Казахстану». Втім, в 2015-му розробку родовища №21 продовжили через портал із кар’єру «Мирний» (є відомості, що обсяги видобутку могли сягати 0,7 млн тон на рік).
В 2021-му оголосили про підготовку до вилучення додаткових 150 тисяч тон руди, що виявлені у північному борту кар’єру.
Розробку родовища веде Донський гірничо-збагачувальний комбінат.